# Адамян, Петрос Иеронимович
Петро́с Иерони́мович Адамя́н (арм. Պետրոս Հերոնիմոսի Ադամյան; 21 декабря, 1849, Константинополь — 4 июня, 1891, там же) — армянский актёр, поэт и художник.

## Биография
Искусство Адамяна отличалось интеллектуальной глубиной, яркой эмоциональностью и высоким мастерством. Больше всего прославился исполнением ролей Отелло, Кина и особенно Гамлета. Некоторые критики ставили его наряду с Эрнесто Росси и Томмазо Сальвини. Русская печать признала Адамяна одним из крупнейших трагиков мира. Об исполнении им роли Гамлета была написана специальная работа, в которой анализировалась трактовка этого образа. Еженедельник «Искусство» писал, что Адамян вложил в исполнение Гамлета «гораздо более страстности и энергии, чем, например, известный Сальвини и Росси…». К лучшим ролям актёра также можно отнести: Арбенин («Маскарад» Лермонтова), Хлестаков («Ревизор» Гоголя), Жадов («Доходное место» Островского), Уриэль Акоста (одноимённая пьеса Гункова), Коррадо («Семья преступника» Джакометти) и др.
Творчество Адамяна оказало воздействие на многих армянских актёров: Сирануйш, Рачья Азнив, О. Абеляна, Г. Петросяна, В. Папазяна.
Написал книгу "Шекспир и критика его трагедии «Гамлет» (1887). Был поэтом (его стихотворения напечатаны отдельной книгой) и художником (картины: Гамлет, Офелия, Король Лир, Коррадо и др.).
Его имя носит тбилисский армянский театр.

## Хронология биографических событий
- 1866 — начал сценическую деятельность в армянском театре в Константинополе
- 1870 — с труппой режиссёра Т. Фасуладжяна приехал в Россию, играл в Нахичевани-на-Дону
- 1877—1878 — в годы русско-турецкой войны выступал с чтением патриотических стихов армянских поэтов
- С 1879 — после закрытия в Турции армянских театров, а вместе с некоторыми другими армянскими актёрами переехал в Россию, выступал в Тифлисе, Баку, Шуше, Александрополе.
- 1880 — впервые на армянском языке исполнил роль Гамлета
- 1883—1888 — гастролировал по России, выступая на армянском и французском языках (Петербург, Москва, Одесса, Харьков, Ростов-на-Дону, Казань, Астрахань, Кишинёв)
- 1888 — вернулся в Константинополь

В последние годы жизни болел туберкулезом, из-за чего не мог больше выступать на сцене и находился в тяжёлом материальном положении. По ходатайству московских и петербургских актёров русское посольство в Константинополе поместило его в русскую больницу, где он и умер 4 июня 1891 года.
Именем Петроса Адамяна названа улица в Ереване.

## Роли в театре
- «Доходное место» А. Н. Островского — Жадов
- «Горе от ума» А. С. Грибоедова — Чацкий
- «Ревизор» Н. В. Гоголя — Хлестаков
- «Ещё одна жертва» Г. М. Сундукяна — Микаэл
- «Хатабала» Сундукяна — Масисян
- «Аршак II» Пешикташляна — Аршак
- «Король Лир» Шекспира — Король Лир (1880)
- «Гамлет» Шекспира — Гамлет (1880)
- «Свадьба Кречинского» А. В. Сухово-Кобылина — Кречинский (1882)
- Арбенин — «Маскарад» Лермонтова (1884)
- Франц Моор — «Разбойники» Ф. Шиллера (1875)
- Уриэль Акоста — «Уриэль Акоста» Карл Гуцкова (1882)
- Коррадо — «Семья преступника» Паоло Джакометти (1883)
- Отелло — «Отелло» Шекспира (1885)

## Написанные пьесы
- «Чудо, или деревянный меч»
- «Сын слепого»